# Championnat de France de basket-ball 1948-1949
Navigation
Saison précédente Saison suivante
La saison 1948-1949 du championnat de France de basket-ball Excellence est la 27e édition du championnat de France masculin de basket-ball. 
L'ASVEL remporte le championnat.

## Présentation
La saison 1948-1949 reprend la formule de la saison 1946-1947 qui prévoit l'organisation de poules qualificatives en deux séries dont sont issus les demi-finalistes qui s'affrontent sur un seul match éliminatoire, de même que les finalistes.
- 1re série avec 32 équipes réparties en huit poules de quatre
  - 1er tour le 24 octobre, 2e tour le 14 novembre et 3e tour le 12 décembre 1948
  - Les deux premiers de chaque poule sont qualifiés pour un match de barrage
  - Les 3e et 4e de chaque poule sont reversés en 32e de finale du Championnat d'Honneur
- match de barrage le 9 janvier 1949
  - Les premiers de chaque poule rencontrent les second d'une autre poule en matchs à élimination directe
  - Les vainqueurs accèdent à une 2e série de poule
  - Les équipes battues sont reversées en 16e de finale du Championnat d'Honneur
- 2e série avec 8 équipes réparties en deux poules de quatre
  - 1er tour le 30 janvier, 2e tour le 27 février et 3e tour le 13 mars 1949
  - Le premier de chaque poule se qualifie pour la finale
- Finale le 10 avril 1949 au Palais des Sports[1]

## Équipes participantes
32 équipes réparties en huit poules de quatre pour la 1re série.
- ASVEL
- Nice Sports
- BC Montbrison
- UA Marseille
- AS Monaco
- FC Montbrison
- Espérance de Nice
- AS Roannaise
- Paris UC
- Avia Club
- US Pont-l'Évêque
- US Saint-Thomas d'Aquin
- Rhônel SC Marly
- SCPO Paris
- Championnet Sports
- US Métro
- ASC Rennais
- Hirondelle Coutures
- VGA Saint-Maur
- JDA Ménilmontant
- CAPO Limoges
- RCM Toulouse
- Stade Clermontois
- ESC Rochelais
- GSM Roanne
- ASC Ouest
- EV Bellegarde
- Racing Club de France
- CSM Auboué
- Alsacienne Lorraine Paris
- Stade français
- AS Saint-Hippolyte

## Finale
Le 10 avril 1949 au Palais des Sports, l'ASVEL défait l'UA Marseille  par le score de 30 à 29. François Nemeth de l'ASVEL termine meilleur marqueur de la rencontre avec 22 points.

## Titres
Nemeth • Longchamp • Dejoannès •Buffière (C.) • Fillon •  Sahy • Hugonin • Serverin